# Afonso Pires Ribeiro, Senhor de Lobeira
Afonso Pires Ribeiro, 1.º Senhor de Lobeira, foi um nobre a Cavaleiro medieval do Reino de Portugal, foi Senhor de Lobeira e da Quinta do mesmo nome, localizada em município raiano da Espanha na província de Ourense, 
comunidade autónoma da Galiza.

## Relações familiares
Foi filho de Pedro Afonso Ribeiro e de Alda Alves Cursitelo. Casou por duas vezes, a primeira com Maria Pires, de quem não teve descendência e a segunda com Clara (ou Urraca) Anes de Paiva, filha de João Soares Paiva, de quem teve:
1. Pedro Afonso Ribeiro 2.º Senhor de Lobeira casado com Inês Rodrigues de Azambuja,
2. Inês Afonso, encontrava-se viuva do seu 1.º casamento e a viver na Quinta do Muro, no ano de 1360 a quando do casamento com Rui Lourenço de Carvalho, (? - 1360), senhor da Quinta do Muro e filho de Lourenço Martins de Carvalho e de Sancha Pires.